# ブーダン県
ブーダン県（ブーダンけん、ベトナム語：Huyện Bù Đăng / 縣蒲登?）は、ベトナムビンフオック省の県である。人口は2009年時点で13万1296人、面積は1503平方キロメートルである。

## 行政区画
1市鎮15社を管轄する。